# Joan Clavé i Morell
Nascut a Vila-seca el 19 de desembre del 1943. Casat amb Fina Saltó Genovès, tenen dos fills, Jacint i Ester.
Pèrit Agrícola de la promoció del 1966 de l'Escola d'Agricultura de Barcelona. Després de treballar 7 anys en una empresa de pesticides, passa a fer-ho al Centre d'Experimentació Agraria de la Diputació de Tarragona situat a Mas Bové, que el 1984 passa a dependre de l'IRTA del Departament d'Agricultura Ramaderia i Pesca de la Generalitat de Catalunya, com a col·laborador en la investigació de la millora dels fruits secs, fins a la jubilació el 19 de desembre de 2008.
A la dècada dels anys 70, participa en l'àmbit d'Agricultura del Congrés de Cultura Catalana i, alhora, forma part de Unió de Pagesos des dels seus inicis.
Alcalde de Vila-seca i Salou (1979-1983) i regidor del mateix Ajuntament (1983-1991) sent diputat provincial (1987-1991) amb el PSC.